# Forbrand
Forbrand er en særlig form for varsel, der findes i dansk folketro.
Ved forbrand oplever én eller flere personer en form for syn, der angiver hvilke bygninger, som vil blive ramt af brand i en forholdsvis nær fremtid.
Varsel for brand kan også opleves på andre måder. Springer der eksempelvis ild eller gnister fra øksen, når tømmer til et nyt hus hugges, kan dette antages som et "sikkert varsel" for, at huset eller gården en gang vil brænde.